# Étienne Chevalley

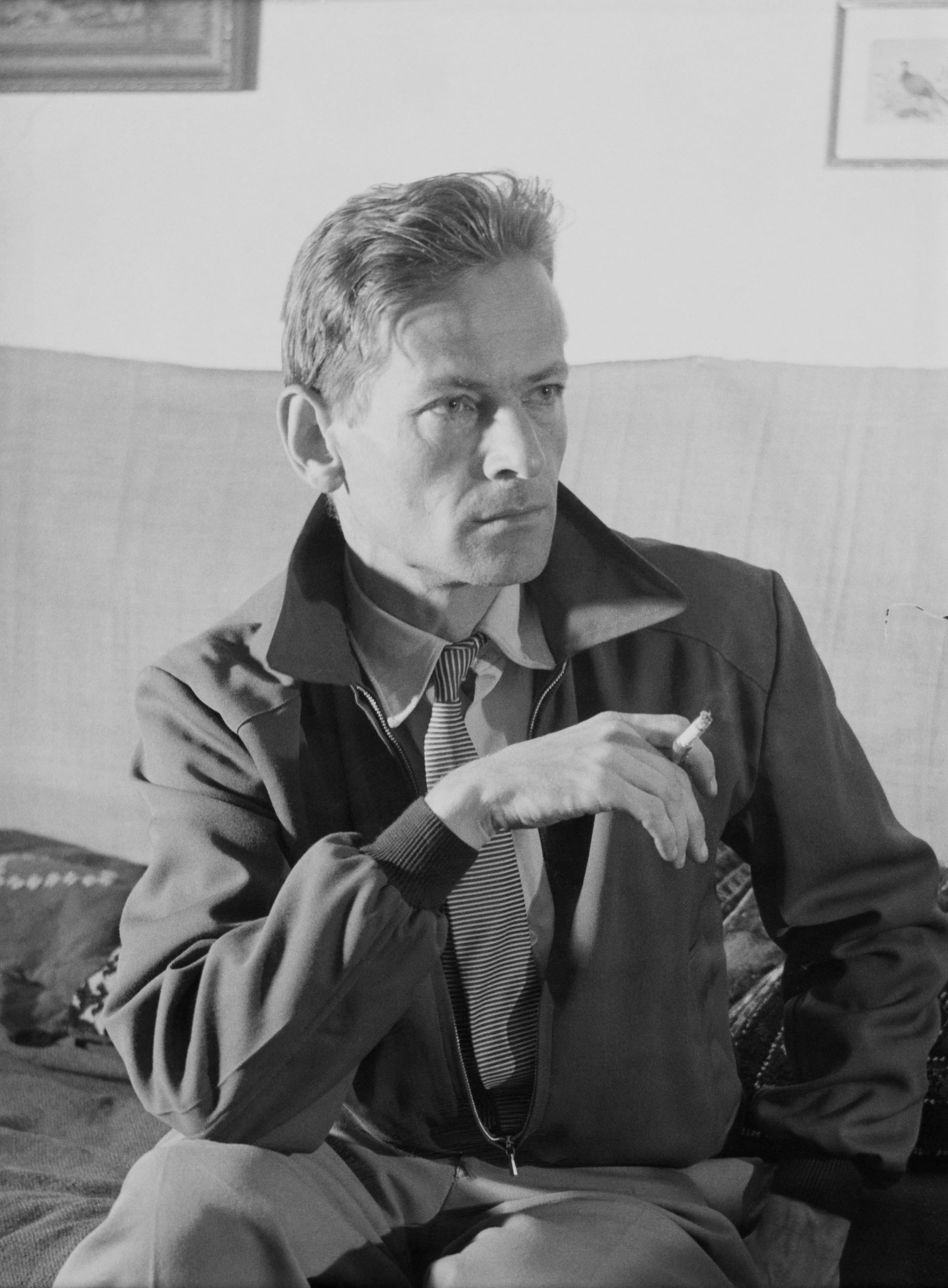
Etienne Chevalley, en 1959. Photo Bernard Juillerat.

Étienne Chevalley, né le 19 novembre 1920 à Lausanne et mort le 18 mars 1979, est un poète, écrivain et musicien vaudois.

## Biographie
Étienne Chevalley s'intéresse très tôt à tous les domaines de la culture. Au cours des années 1940, il rencontre Charles-Ferdinand Ramuz qui lui prodigue quelques conseils. Son talent de poète reste lié à son goût des images. Il laisse une œuvre inédite importante,, dont un journal intime de 300 pages, qui le rattache à la tradition inaugurée par Henri-Frédéric Amiel.
Une association des amis d'Étienne Chevalley, présidée par Patrice Rossel, a entrepris depuis plusieurs années de publier ses textes inédits. L'écrivaine Mousse Boulanger a fait une analyse pertinente de l'œuvre de Chevalley.

## Sources
- « Étienne Chevalley », sur la base de données des personnalités vaudoises sur la plateforme « Patrinum » de la Bibliothèque cantonale et universitaire de Lausanne.
- A. Nicollier, H.-Ch. Dahlem Dictionnaire des écrivains suisses d'expression française, 1994, vol. 1, p. 230-323